# 都一
都一株式会社（みやこいち）は、千葉県千葉市若葉区に本社を置く、主にロングライフ麺（LL麺）を中心とする食品加工会社である。「中華そば」の商標名でその名を知られる。

## 会社概要
看板商品の「中華そば」（乾麺）は、日本で初めて屈曲製麺法を使ったちぢれ麺である。
1953年発売から半世紀以上もの歴史を持つロングセラー商品である。
「中華そば」製造には、複数の特許を取得している。
長期保存可能な都一の麺類は、海外輸出にも多く行われている。

## 沿革
- 1930年10月 - 村田良雄が「村田製麺所」として千葉市道場北（現千葉市中央区道場北）で創業。製麺業を始める。
- 1946年 - 千葉市葛城町（現千葉市中央区葛城）へ移転。
- 1953年 - 中華そばの製造販売を開始する。
- 1954年 - 会社組織に変更 「都一製麺株式会社」に称号を変更。
- 1954年〜1961年 - 「屈曲麺」関係の特許4件確定。
- 1961年 - 千葉市若松町（現千葉市若葉区若松町）に「若松工場」竣工。
- 1970年 - ロングライフ麺うどん 製造販売開始。
- 1971年 - ロングライフ麺焼きそば 製造販売開始。
- 1972年 - 商号を「都一株式会社」に変更。
- 1975年 - 本社を「若松工場」に移転。
- 2004年 - めんがうまい!シリーズ 製造販売開始。

## 主な商品
乾麺
- 中華そば
- めんがうまい! 醤油らあめん
- めんがうまい! 冷し中華
- めんがうまい! レモン果汁入り冷し中華

ロングライフ麺（やきそば）
- 鉄板焼きそば
- 焼きそば
- むし焼きそば

ロングライフ麺（うどん）
- カレーうどん
- 焼うどん
- ゆでうどん
- 太うどん